# Tricyphona cervina
Tricyphona cervina är en tvåvingeart som beskrevs av Alexander 1917. Tricyphona cervina ingår i släktet Tricyphona och familjen hårögonharkrankar. Inga underarter finns listade i Catalogue of Life.